# Davidsonia pruriens
Davidsonia pruriens,  es un árbol de tamaño medio que se encuentra en la selva tropical del norte de Queensland, Australia.

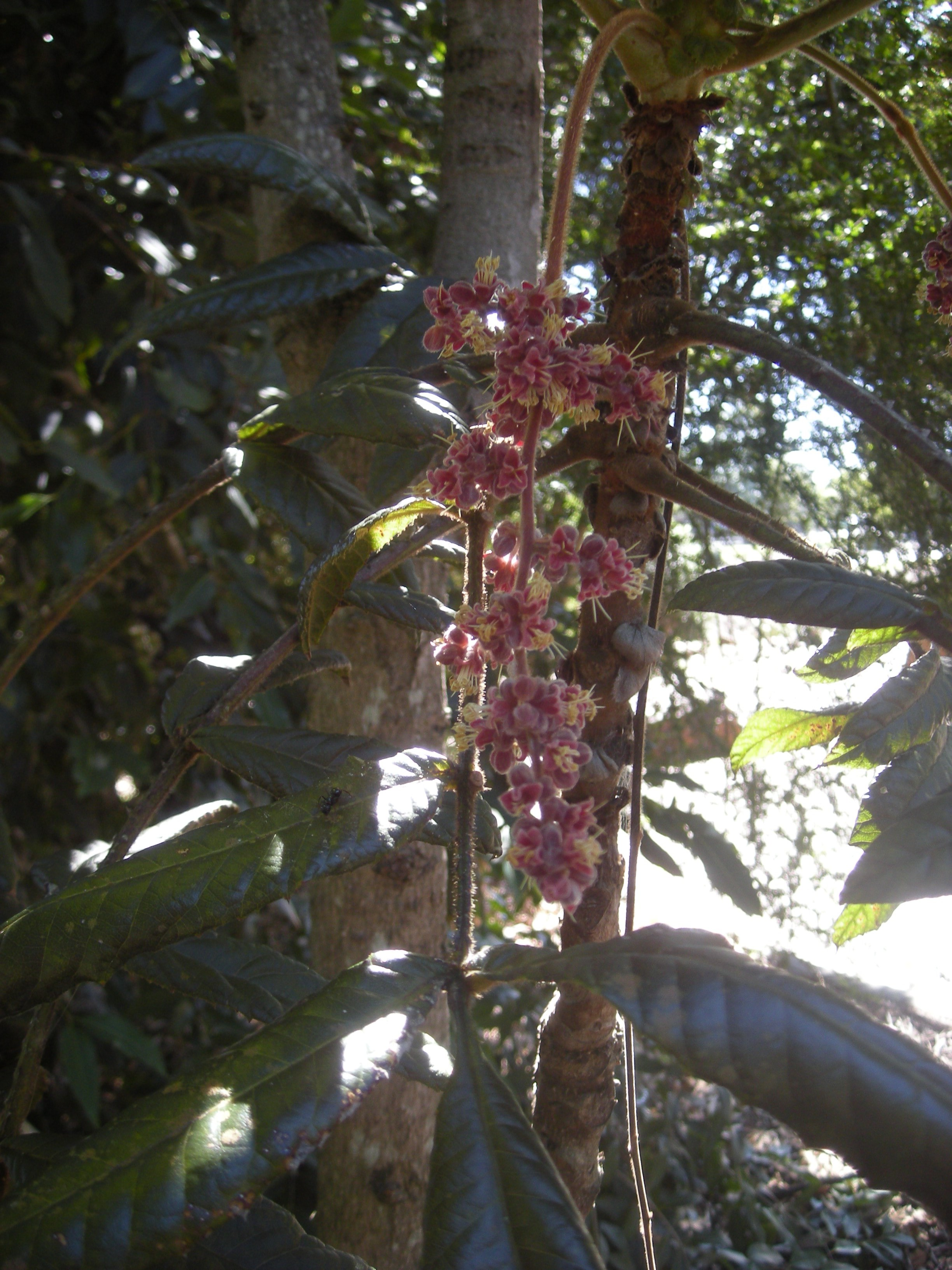
Flores

## Descripción
Las hojas son grandes y compuestas.  Las frutas son comestibles de color borgoña y se producen en grandes grupos.
El nombre indígena de Davidsonia pruriens es Ooray Wiray . En el mercado están mostrando una preferencia por el nombre indígena, Ooray, para describir  esta fruta.

## Usos
El árbol se cultiva en una forma limitada por su fruta de sabor agrio, que se utiliza para hacer mermelada, salsas, cordial y vino.  El fruto tiene una alta actividad antioxidante.

## Taxonomía
Davidsonia pruriens fue descrita por Ferdinand von Mueller y publicado en Fragmenta Phytographiæ Australiæ 6: 4. 1867.
Sinonimia
- Davidsonia pungens auct.[4]